# David II d'Imerècia
David II, nascut el 1756, era fill de Jordi, cosí de Salomó I d'Imerècia, i va ser nomenat regent del regne a la mort de Salomó I el 1784, però el 4 de maig de 1784 es va proclamar rei. Irakli II de Kartli el va atacar i va haver de renunciar al tron, però quan Irakli va ser atacat pels turcs es va tornar a proclamar i va romandre com a rei rebel fins al 1792 en què va passar a Rússia on va morir el 1795.